# 吳東進
吳東進（1945年5月3日—），新竹市人，生於臺北市。為新光集團創辦人吳火獅的長子。企業家，曾任新光金控董事長。

## 生平
畢業於日本早稻田大學商學系，回國後，任職於家族事業，先後工作於新光人壽保險公司、新光建設開發公司以及大台北瓦斯公司。
1986年，吳火獅過世，由吳東進接掌家族事業
吳東進繼承父志，33年前創立財團法人新光吳火獅紀念醫院，並於1992年出任董事長一職，27年來多次促成新光醫院與日本各大醫院及醫學大學進行學術交流，也多次帶團赴日參訪交流經驗。2017年進一步安排心臟科醫師於小倉醫院長期培訓，與世界心導管權威倉敷中央病院簽訂姐妹醫院協定，推動台日雙方醫療合作及技術提升的貢獻卓著。

## 家庭
妻許嫻嫻，為前中國國民黨中常委及太子汽車集團創辦人許勝發次女。生有二女吳欣盈、吳欣儒、一子吳昕東。
長女吳欣盈，2011年與板橋林家林明成長子林知延結婚。2013年7月因吳欣盈外遇被林知延發現被提離婚訴訟，2017年5月24日一審林敗訴（不准離），2019年1月9日二審臺灣高等法院判決離婚成立。
次女吳欣儒，2010年嫁給華南永昌證券副董事長許元禎，許元禎之父為華南永昌證券前董座許博偉。2020年6月接任新光金控總經理。
獨子吳昕東，2014年任新光保全副董事長，2021年與中信金控大股東辜仲諒的表妹顏瑋儀結婚。

## 荣誉

### 外国勋章奖章
- 旭日中绶章（日本，2019年5月21日公布[2]）